# John Bradshaw (réalisateur)
Pour les articles homonymes, voir John Bradshaw et Bradshaw.
John Bradshaw est un réalisateur, scénariste et monteur canadien né en 1952 à Stratford, Ontario, Canada.

## Filmographie partielle

### Réalisateur

#### Cinéma
- 1991 : Les Apprentis voyous (The Big Slice)
- 1997 : J'ai épousé un croque-mort (The Undertaker's Wedding)

#### Télévision
- 2000 : Virus en plein vol (Killing Moon)
- 2006 : Tragique Obsession (Obituary)
- 2010 : Mon amie Lucky (You Lucky Dog)
- 2010 : Les Oubliés de Noël (The Town Christmas Forgot)
- 2010 : Il faut croire au Père Noël (Cancel Christmas)
- 2011 : L'Esprit de Noël (Mistletoe Over Manhattan)
- 2011 : L'Ange de Noël (Christmas Magic)
- 2012 : Un Noël sur mesure (The Christmas Consultant)
- 2012 : Coup de foudre à 3 temps (Come Dance with Me)